# Ramiriquí (kommun)
Ramiriquí är en kommun i Colombia.   Den ligger i departementet Boyacá, i den centrala delen av landet, 110 km nordost om huvudstaden Bogotá. Antalet invånare är 10 789.